# Karl Nötzel
Karl Nötzel (* 30. August 1870 in Moskau; † 29. Dezember 1945 in München) war ein deutsch-russischer Schriftsteller und Sozialphilosoph evangelischer Konfession.

Karl Nötzel wurde als Sohn deutscher Eltern in Moskau geboren. Er machte 1889 sein Abitur in Wiesbaden und studierte an den Universitäten in München und Freiburg. 1893 promovierte er an der Universität Freiburg i. Br. in Chemie. Von 1893 bis 1909 führte er die chemische Fabrik seines Vaters in Moskau. 1909 siedelte er nach München über und arbeitete in leitenden Stellungen in der Chemieindustrie. Während des Ersten Weltkriegs war Nötzel von 1917 bis 1918 Russlandexperte im preußischen Kriegsministerium. Nach Kriegsende lebte er als Privatgelehrter und Schriftsteller in München. In den 1920er Jahren war er Vorsitzender des Schutzverbandes deutscher Schriftsteller in Bayern. Er hielt später Vorträge an der Volkshochschule.
Nötzel hat mehr als 60 Bücher veröffentlicht, die überwiegend auf Themen russischer Literaturgeschichte konzentriert sind. Er wurde vor allem bekannt als Übersetzer von russischen Schriftstellern wie Dostojewski, Gogol, Leskow, Solowjew, Tolstoi. 1919 veröffentlichte Noetzel die erst zweite deutsche Übersetzung des Dostojewski-Werkes Die Brüder Karamasow. 1921 fertigte er die erste deutsche Übersetzung von Gogols Novellenzyklus Mirgorod an. Er schrieb für die zweite Auflage des Lexikons Religion in Geschichte und Gegenwart die Artikel über Dostojewski, Tolstoi, Solowjew, die russische Literaturgeschichte und die russische Religionsphilosophie.

## Schriften
- Die Grundlagen des geistigen Russlands. Versuch einer Psychologie des russischen Geisteslebens. Diederichs, Jena 1917 (online).
- Vom Umgang mit Russen. Gespräche mit einem russischen Freunde. Musarion-Verlag, München 1921. (online).
- Das heutige Russland. Eine Einführung in das heutige Russland an der Hand von Tolstois Leben und Werken.
  - Teil 1, Müller, München 1915
  - Teil 2: Tolstois Meisterjahre. Müller, München 1918.